# Kate Walsh
Kathleen Erin Walsh (n. 13 octombrie 1967, San Jose, California, SUA) este o actriță americană. Printre rolurile sale se numără Dr. Addison Montgomery în dramele de televiziune Anatomia lui Grey și Medici în Santa Monica realizate de ABC, Rebecca Wright în serialul realizat de NBC Bad Judge, Olivia Baker în serialul dramatic Netflix Cele treisprezece motive și The Handler în The Umbrella Academy.

## Biografie
Walsh s-a născut în San Jose, California, fiind fiica Angelei Walsh. A crescut într-o gospodărie catolică din Tucson, Arizona. Mama ei este de origine italiană.
Walsh a absolvit liceul Catalina Magnet și a studiat actoria la University of Arizona înainte de a renunța. Walsh s-a mutat la New York și s-a alăturat unei trupe de comedie, Burn Manhattan, lucrând între timp și drept chelneriță.

## Carieră
Înainte de a fi model, Walsh a lucrat la Burger King și Dairy Queen. A început ca model în Japonia în anii 1980, unde a predat și engleza. Mai târziu, s-a mutat la Chicago și a lucrat la Piven Theatre Workshop. A cântat la National Public Radio în producția piesei radio Born Guilty.

### Roluri în televiziune
După ce a jucat-o pe Cathy Buxton în episodul „Stakeout” din serialul Brigada Omucideri în 1996 și pe locotenentul de marină Kirstin Blair în episodul „Navy Blues” al serialului Lege și ordine, prima ei apariție importantă în televiziune a fost în 1997, când a apărut în The Drew Carey Show în rolul lui Nicki Fifer, iubita lui Drew Carey. În unele episoade ale spectacolului a purtat un costum de obez, deoarece personajul Nicki era o femeie obeză, care a slăbit și a început încet să se îngrașe iar.
A interpretat-o pe Carol Nelson în serialul de televiziune The Mind of the Married Man realizat de HBO și a pe prietena lui Norm Macdonald în serialul The Norm Show. Walsh a avut o apariție în CSI – Crime și Investigații ca Mimosa, o femeie transsexuală. Uneori a apărut în schițe în Late Night cu Conan O'Brien. A avut un rol recurent în serialul Karen Sisco în rolul detectivului Marley Novak în 2003 și 2004.
În 2005, ea a fost distribuită în rolul care a consacrat-o în serialul realizat de ABC Anatomia lui Grey, în rolul Dr. Addison Montgomery, soția înstrăinată al lui Derek Shepherd („Dr. McDreamy”, interpretat de Patrick Dempsey).
În februarie 2007, s-a anunțat că personajul lui Walsh din Anatomia lui Grey se va afla într-un serial desprins din acesta, care a început să fie difuzat în septembrie 2007. Taye Diggs, Tim Daly, Amy Brenneman, Chris Lowell și Audra McDonald au fost distribuiți în acest nou serial intitulat Medici în Santa Monica. Walsh s-a întors pentru șase episoade între sezoanele patru și opt din Anatomia lui Grey, inclusiv în episodul muzical „Song Beneath the Song”.
Începând cu septembrie 2007, Walsh a apărut în reclame de televiziune pentru Cadillac CTS 2008. Ea este, de asemenea, actuala purtătoare de cuvânt pentru compania Caress 'Exotic Oil Infuzions. La 12 iunie 2012, Walsh a anunțat că al șaselea sezon al Medicilor în Santa Monica va fi ultimul ei sezon. Cu toate acestea, ea a menționat că este deschisă să-și reia rolul din Anatomia lui Grey pentru câteva episoade.
În 2013, Walsh a apărut în Full Circle, un serial dramatic de 10 episoade creat de Neil LaBute și difuzat pe canalul DirecTV Audience Network.
În 2014, Walsh a avut un rol secundar în primul sezon al seriei de televiziune FX Fargo. A avut un rol principal în seria originală a The Hotwives of Orlando realizat de Hulu și ulterior a jucat în serialul NBC Bad Judge, care a fost difuzat pentru un sezon. Începând din 2017, Walsh joacă în serialul dramatic realizat Netflix Cele treisprezece motive, ca mama unui copil care se sinucide. Performanța ei a fost apreciată de critici ca fiind „cea mai bună” din cariera ei.
În 2019 și 2020, Walsh a avut un rol recurent importanta ca „The Handler” în serialul Netflix The Umbrella Academy.

### Roluri în filme
n 1995, ea a jucat în primul ei film Dincolo de lege, o dramă polițistă, unde a interpretat-o pe sora unui tâlhar de bancă interpretat de Luke Perry. În Peppermills a interpretat o cleptomană, iar apoi a apărut în filmul Henry: Portrait of a Serial Killer, Part II. A fost remarcată într-o producție majoră de la Hollywood ca soție a personajului lui Will Ferrell în comedia de familie Fotbal & nebunii. Walsh a apărut în alte câteva filme alături de Ferrell, inclusiv Ce vrăji a mai făcut nevasta mea și în Wake Up, Ron Burgundy: The Lost Movie.
În 2003, Walsh a apărut în Sub soarele toscan. În ceea ce privește rolurile ei de lesbiene, Walsh a spus: „Mă întreb dacă eman vibrații de lesbiană? Sau este pentru că sunt înaltă? Presupun că fetele mă plac!”
Walsh trebuia să joace în thrillerul supranatural Camera 1408, dar a trebuit să renunțe din cauza altor angajamente. Walsh a jucat în filmul horror biblic Legiunea, care a fost lansat pe 22 ianuarie 2010 și a interpretat-o pe mama lui Charlie în Jurnalul unui adolescent timid.

## Filmografie
| An   | Titlu                                               | Rol                    | Note            |
| ---- | --------------------------------------------------- | ---------------------- | --------------- |
| 1996 | Dincolo de lege                                     | Cindy Anderson         |                 |
| 1997 | Peppermills                                         | Lena                   |                 |
| 1997 | Night of the Lawyers                                | Pressie Brooks (Biker) |                 |
| 1998 | Henry: Portrait of a Serial Killer, Part II         | Cricket                |                 |
| 1998 | Three Below Zero                                    | Moirat                 |                 |
| 1998 | Heaven                                              | Diner                  |                 |
| 2000 | The Family Man                                      | Jeannie                |                 |
| 2002 | Anatomy of a Breakup                                | Lorra                  |                 |
| 2002 | A Day in the Life of Nancy M. Pimental              | Kate                   |                 |
| 2003 | Sub soarele Toscanei                                | Grace                  |                 |
| 2004 | After the Sunset                                    | Shelia                 |                 |
| 2004 | Wake Up, Ron Burgundy: The Lost Movie               | Sue                    | Direct-to-DVD   |
| 2005 | Fotbal & nebunii                                    | Barbara Weston         |                 |
| 2005 | Inside Out                                          | Tyne                   |                 |
| 2005 | Ce vrăji a mai făcut nevastă-mea                    | chelnerița sexy        |                 |
| 2007 | Veritas, prințul dreptății                          | Nemesii                |                 |
| 2009 | One Way to Valhalla                                 | Raina                  |                 |
| 2010 | Legiune                                             | Sandra Anderson        |                 |
| 2011 | Angels Crest                                        | Roxanne                |                 |
| 2012 | Jurnalul unui adolescent timid                      | Doamna Kelmeckis       |                 |
| 2013 | Scary Movie 5                                       | Mal Colb               |                 |
| 2014 | Dermaphoria                                         | Morell                 |                 |
| 2015 | Just Before I Go                                    | Kathleen Morgan        |                 |
| 2015 | Staten Island Summer                                | Danny's Mom            |                 |
| 2015 | Any Day                                             | Bethley                |                 |
| 2017 | Girls Trip                                          | Liz Davelli            |                 |
| 2017 | Mark Felt: The Man Who Brought Down the White House | Pat Miller             |                 |
| 2017 | Reality High                                        | Dr. Fiona Shively      |                 |
| 2017 | If I Forget                                         | Holly Fischer          |                 |
| 2018 | Ideal Home                                          | Kate                   |                 |
| 2019 | Almost Love                                         | Elizabeth              |                 |
| 2019 | 3022                                                | Jackie Miller          |                 |
| 2020 | Honest Thief                                        | Annie Wilkins          |                 |
| 2020 | Sometime Other Than Now                             | Kate                   | Post-production |